# 首都國立學院
首都国立学院“貝納迪諾·卡瓦列羅将军”（西班牙語：Colegio Nacional de la Capital "Gral. Bernardino Caballero"，简称首都国立学院，是位于巴拉圭首都亚松森的公立中学。它创立于1877年1月4日，以巴拉圭总统、当时担任巴拉圭教育部长的貝納迪諾·卡瓦列羅的名字命名。首都国立学院被认为是巴拉圭最有影响力的中学之一。
2004年以后，首都国立学院开始招收女性学生。

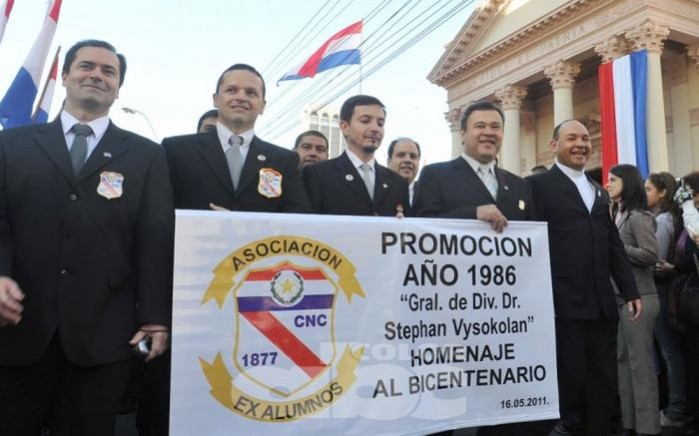
首都国立学院的校友们

历史上，有13位巴拉圭总统中学时代在此就读，巴拉圭著名作曲家奧古斯丁·巴里奧斯也曾经在此就读。